# Волконский, Алексей Викторович
Алексе́й Ви́кторович Волко́нский (4 декабря 1978, Калинин) — российский гребец-каноист, выступал за сборную России в конце 1990-х — середине 2000-х годов. Чемпион Европы и мира, многократный чемпион всероссийских первенств, победитель этапов Кубка мира и прочих международных регат. На соревнованиях представлял спортивный клуб Министерства обороны РФ, заслуженный мастер спорта.
Награжден нагрудным знаком «За заслуги в развитии Тверской области».

## Биография
Алексей Волконский родился 4 декабря 1978 года в Калинине. Активно заниматься греблей начал в раннем детстве, проходил подготовку в местной специализированной детско-юношеской спортивной школе олимпийского резерва под руководством тренера Геннадия Шишигина, позже был подопечным Сергея Кима (оба заслуженные тренеры). На соревнованиях представлял вооружённые силы, в частности спортивный клуб Министерства обороны Российской Федерации. Первого серьёзного успеха добился в 1997 году, когда завоевал две золотые медали на взрослом первенстве России, в каноэ четверке на дистанциях 200 и 1000 метров.
В 1999 году каноэ-четвёрка Волконского выиграла все три дисциплины всероссийского чемпионата: 200, 500 и 1000 метров. Попав в основной состав национальной сборной, он побывал на чемпионате Европы в хорватском Загребе, откуда привёз бронзу и два золота, выигранные в тех же дисциплинах соответственно. Благодаря череде удачных выступлений удостоился права защищать честь страны на мировом первенстве в Милане, их четырёхместный экипаж, куда также вошли гребцы Константин Фомичёв, Игнат Ковалёв и Андрей Кабанов, на километровой дистанции обогнал всех соперников и пришёл к финишу первым, добившись чемпионского титула. За эти достижения по итогам сезона Алексей Волконский удостоен почётного звания «Заслуженный мастер спорта России».
На чемпионате России 2000 года с четвёркой одержал победу в двухсотметровой гонке, год спустя был лучшим в километровом заплыве четвёрок на европейском первенстве в Милане и занял третье место в полукилометровом заплыве четвёрок на чемпионате мира в польской Познани. В 2002 году стал чемпионом страны на 500 метрах и успешно выступил на первенстве Европы в венгерском Сегеде, где взял серебро и бронзу на пятистах и тысяче метров соответственно (при этом его партнёрами были Константин Фомичёв, Роман Кругляков, Александр Артемида и Дмитрий Сергеев). Последний раз значимые результаты на международной арене показал в 2004 году, когда на европейском первенстве в Познани получил две серебряные медали, в программе четырёхместных каноэ на дистанциях 200 и 500 метров.
Имеет два высших образования: окончил Московскую государственную академию физической культуры, специальность: Физическая культура и спорт и Тверской государственный университет, специальность: Менеджмент организации. После завершения карьеры спортсмена работал в тверской СДЮСШОР по видам гребли имени олимпийской чемпионки Антонины Серединой, ныне занимает должность директора этой организации.